# Букти, Сара
Сара Букти (фр. Sarah Bouktit; род. 27 августа 2002, Мон-Сен-Мартен) — французская гандболистка, линейная клуба «Мец Гандбол» и сборной Франции. Чемпионка мира 2023 года.

## Биография

### В клубе
Сара Букти играет в гандбол во Франции за женский гандбольный клуб «Мец». В сезоне 2020-21 годов она была отдана в аренду в ГК Флюри Луаре. После этого сезона она возвратилась в Мец и вместе с командой выиграла чемпионат Франции в 2022 и 2023 годах. Кроме того, с Мецом она стала третьим призёром в Лиге чемпионов ЕГФ 2021-22 годов.

### Карьера в сборной
Сара выиграла золотую медаль в составе молодёжной сборной Франции на Европейском юношеском олимпийском фестивале 2019 года. В том же году она выиграла бронзовую медаль на чемпионате Европы среди девушек до 17 лет, а также была признана лучшей спортсменкой в составе сборной всех звезд. Завоевала бронзовую медаль на чемпионате Европы среди девушек до 19 лет в 2021 году. И здесь она была признана лучшей линейной турнира. Вошла в составе сборной на чемпионате мира среди девушек до 20 лет в 2022 году.
В 2023 году была приглашена в первую сборную Франции для участия в финальной части чемпионата мира 2023 года.

## Достижения
- Чемпионка Франции (2): 2022, 2023.